# Pachymenes gilberti
Pachymenes gilberti är en stekelart som först beskrevs av Turn.  Pachymenes gilberti ingår i släktet Pachymenes och familjen Eumenidae. Inga underarter finns listade i Catalogue of Life.